# Genesis GV80
Genesis GV80 (по-корейськи: 제네시스 GV80) — шикарний кросовер середнього розміру, який виробляється корейською компанією Genesis, підрозділом Hyundai.

## Опис

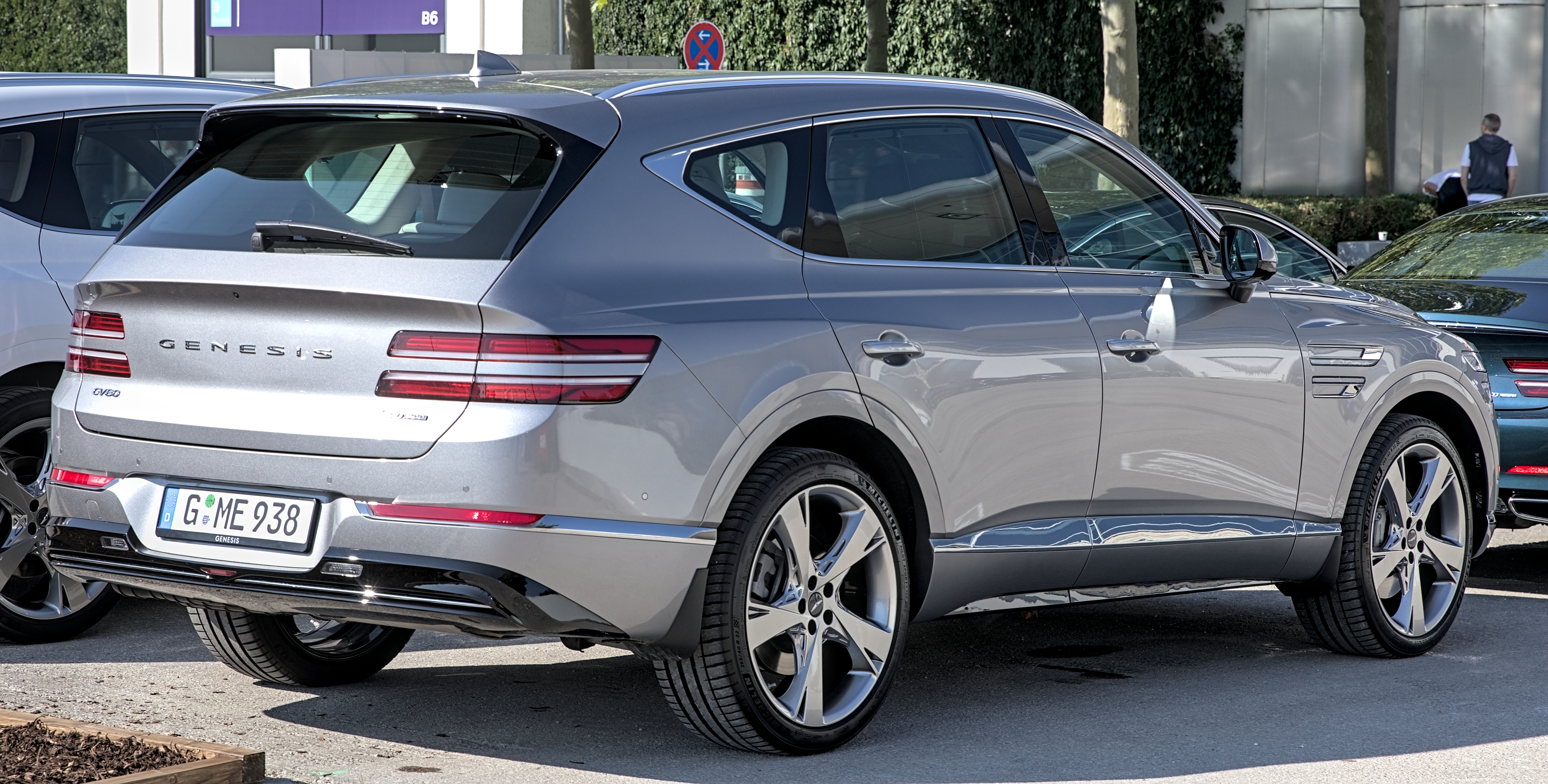

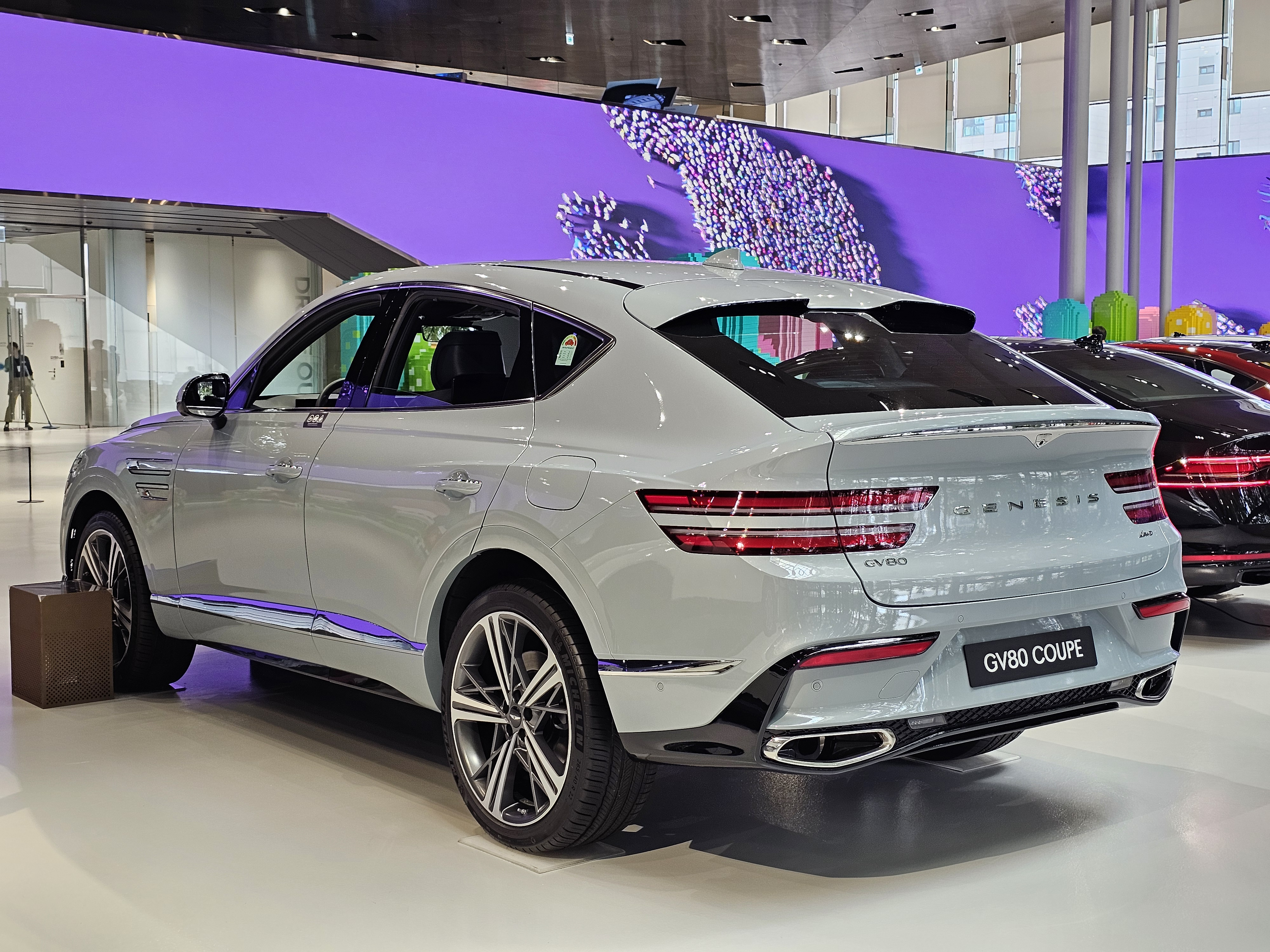
Genesis GV80 Coupe 3.5T AWD

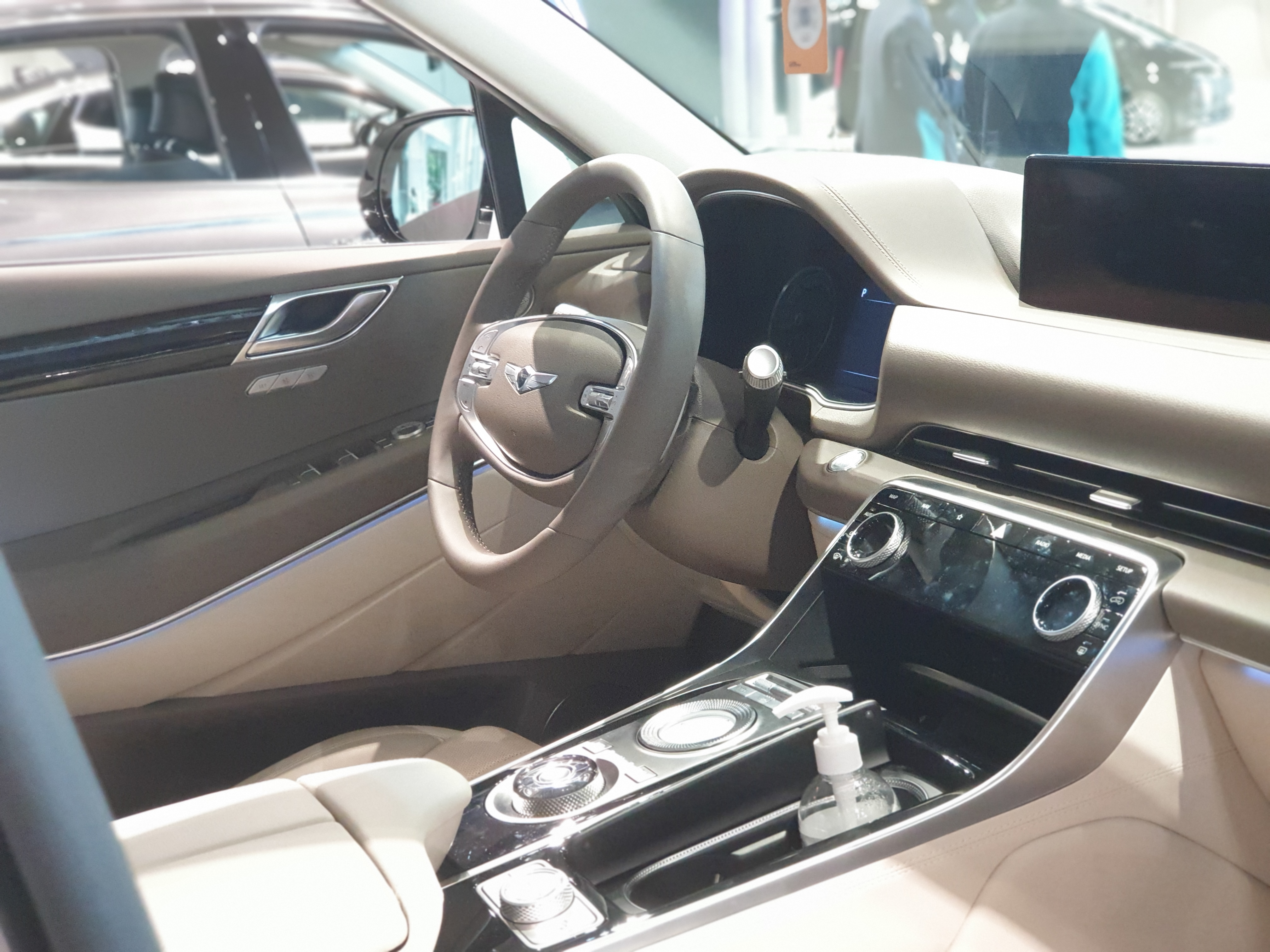

GV80 доступний з трьома силовими агрегатами: турбонаддувним 2,5-літровим на 300 кінських сил, 3,5-літровим з турбонаддувом потужністю 375 кінських сил і 3,0-літровим дизельним двигуном з 274 кінськими силами, який буде доступний лише на окремих ринках.
GV80 оснащений розумним круїз-контролем на базі навігації (ASCC), дистанційною смарт-системою паркування, цифровим ключем NFC, монітором навколо виду (AVM), 22-дюймовими колесами, шкіряними сидіннями Nappa, 14,5-дюймовим сенсорним дисплеєм з інформаційним екраном аудіосистема Lexicon з 21 динаміками, електричні бічні штори та сидіння, керовані водієм другого та третього ряду.
Система безпеки включає десять подушок безпеки, допомогу уникнення зіткнення вперед, допомогу уникнути зіткнення заднього паркування, попередження уваги водія, допомогу уникнення зіткнення в місцях сліпого місця, автоматичну допомогу на ближній промінь та допомогу утримувати смугу руху (LKAS).

## Двигуни
- 2.5 L Smartstream G2.5 T-GDi I4 (turbo) 304 к.с.
- 3.5 L Smartstream G3.5 T-GDi V6 (twin-turbo) 380 к.с.
- 3.0 L Smartstream D3.0 T-GDi I6 (turbo diesel) 278 к.с.

## Продажі
| рік  | Пд. Корея | США    | Канада | глобально |
| ---- | --------- | ------ | ------ | --------- |
| 2020 | 34,217    | 1,517  | 276    | 43,158    |
| 2021 | 24,591    | 20,316 | 1,553  | 48,072    |